# Adamawa (Nigeria)
Adamawa è uno dei 36 stati della Nigeria, situato a nord-est con capitale Yola. Fu creato nel 1991 da parte dello Stato di Gongola.

## Suddivisioni
Lo stato di Adamawa è suddiviso in ventuno aree a governo locale (local government areas):
- Fufore
- Ganye
- Gombi
- Guyuk
- Hong
- Jada
- Demsa
- Girei
- Lamurde
- Madagali
- Maiha
- Mayo Belwa
- Michika
- Mubi North
- Mubi South
- Numan
- Yola North
- Yola South
- Shelleng
- Song
- Toungo